# Sami Meguetounif
Sami Meguetounif, né le 24 mai 2004 à Marseille, est un pilote automobile français. Il participe au championnat de Formule 3 2024 avec l'écurie Trident. Il a précédemment participé au championnat d'Europe de Formule Régionale en 2022 et 2023 avec MP Motorsport.

## Carrière

### Karting
Sami Meguetounif débute le karting en 2013 dans le championnat régional PACAC dans la catégorie minime. La même année, il participe à la Coupe de France et au Challenge Rotax Max France dans la même catégorie. L'année suivante, il participe de nouveau à la Coupe de France et au Challenge Rotax Max France. En 2015, il remporte le championnat régional PACAC dans la catégorie minimes. Il termine 2e du Challenge Rotax Max France et du National Series Karting où il s'incline face à Tijmen van der Helm. Il participe à nouveau à la coupe de France et participe pour la première fois au championnat de France.
En 2016, le Marseillais participe au championnat de France en catégorie cadet. Il participe pour la quatrième fois à la coupe de France, mais cette fois ci dans la catégorie cadet. Il participe à nouveau aux National Series Karting et au Challenge Rotax Max France.
Meguetounif devient champion de France de karting en 2017 face à son futur rival de Formule 4, Victor Bernier, qu'il a rencontré au lycée. En 2018, il termine quatrième de l'Academy Trophy et fait sa première apparition dans le championnat d'Europe. Il achève sa carrière en karting en 2019 sur une quatorzième place au championnat du monde.

### Débuts en Formule 4

#### 2019
Meguetounif fait ses débuts en monoplace en 2019 lors de la dernière manche du championnat de France de Formule 4 disputée au Castellet. Pour son premier week-end de course, il se montre très compétitif en terminant à deux reprises dans le top-10. Du fait de son statut de pilote invité, il ne marque pas de points. Il dispute également la dernière manche du championnat d'Asie du Sud-Est de Formule 4 où il termine à trois reprises sur le podium, mais ne marque aucun point, ayant là aussi le statut de pilote invité.

#### 2020
Pour la saison 2020, Meguetounif décide de disputer le championnat de France de Formule 4 pour la saison complète. Il démarre sa campagne avec dix points inscrits lors du premier week-end à Nogaro. Dès le week-end suivant à Magny-Cours, il décroche son premier podium lors de la première course du week-end en terminant deuxième. Après une manche désastreuse à Zandvoort, Meguetounif obtient un autre podium au Castellet puis réalise sa meilleure série de performances de la saison, décrochant deux poles positions et terminant trois fois sur le podium à Spa-Francorchamps (deux fois deuxième et une fois troisième). Il décroche sa première victoire dans le championnat lors de la seconde manche du Castellet et décroche deux autres podiums lors des deux derniers week-ends de la saison. Il se classe quatrième du championnat avec 183 points.

#### 2021

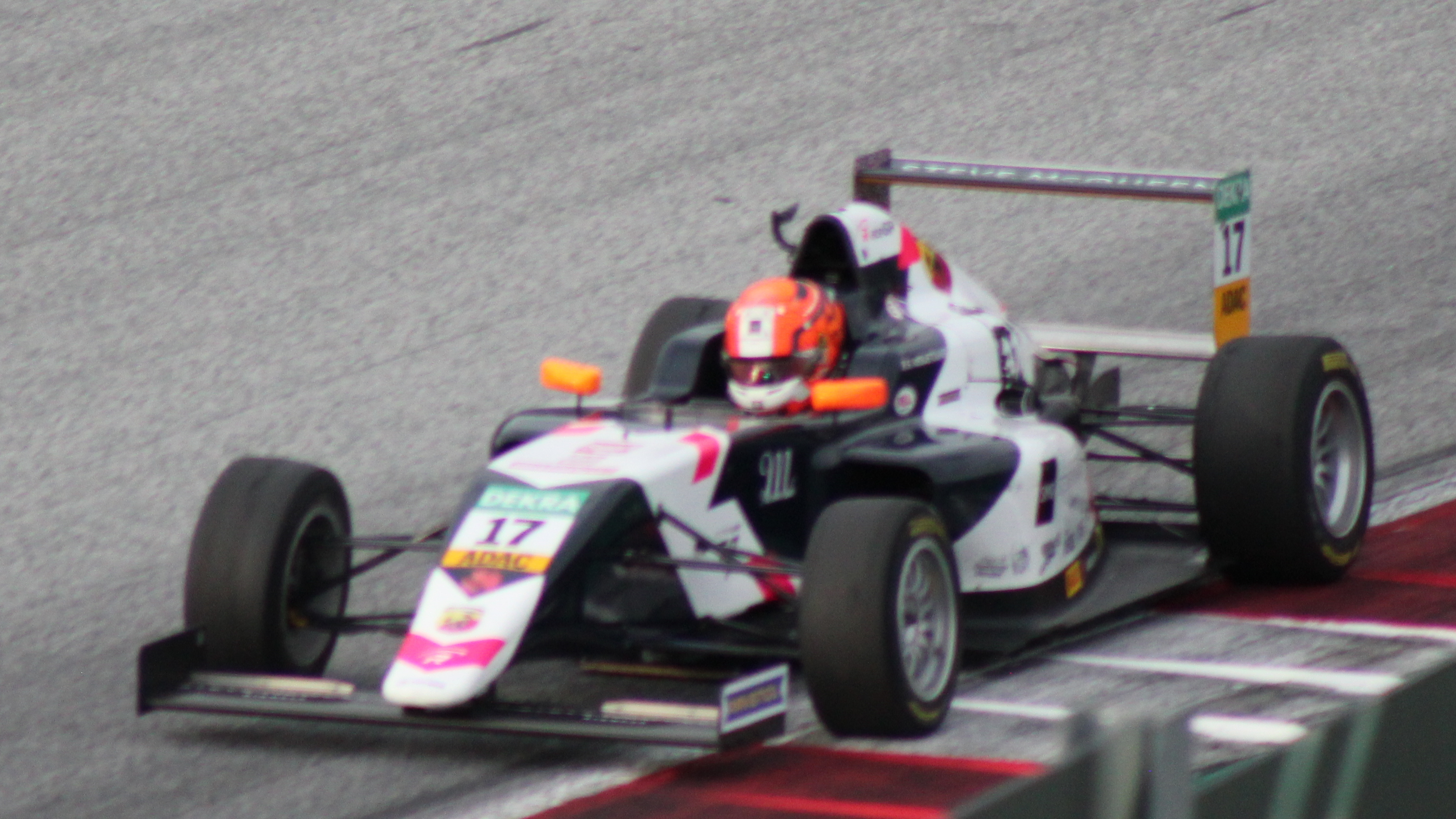
Sami Meguetounif en Formule 4 allemande en 2021 à Spielberg.

Pour la saison 2021, Meguetounif signe avec R-ace GP et dispute le championnat allemand. Sa saison s'avère mitigée, avec dix entrées dans les points en vingt courses. Il se classe onzième du championnat avec 61 points. Cette campagne marque la dernière saison du pilote français en Formule 4.
Il dispute également les deux premières manches du championnat italien au Castellet et à Misano. Il termine à trois reprises dans les points sur le circuit italien (huitième de la première course, sixième de la deuxième course et cinquième de la troisième course). Il se classe néanmoins dix-neuvième du championnat avec 22 points et deuxième pilote de son écurie derrière Victor Bernier.

### Formule Régionale Europe

#### 2021: premiers test en fin de saison
Le 4 octobre 2021, Meguetounif annonce sa participation aux quatre dernières courses du championnat d'Europe de Formule Régionale, toujours avec R-ace GP. Au Mugello, il termine vingt-deuxième de la première course, puis vingtième de la seconde. À Monza, il termine quinzième de la première course du week-end, puis treizième de la seconde.

#### 2022: première année complète

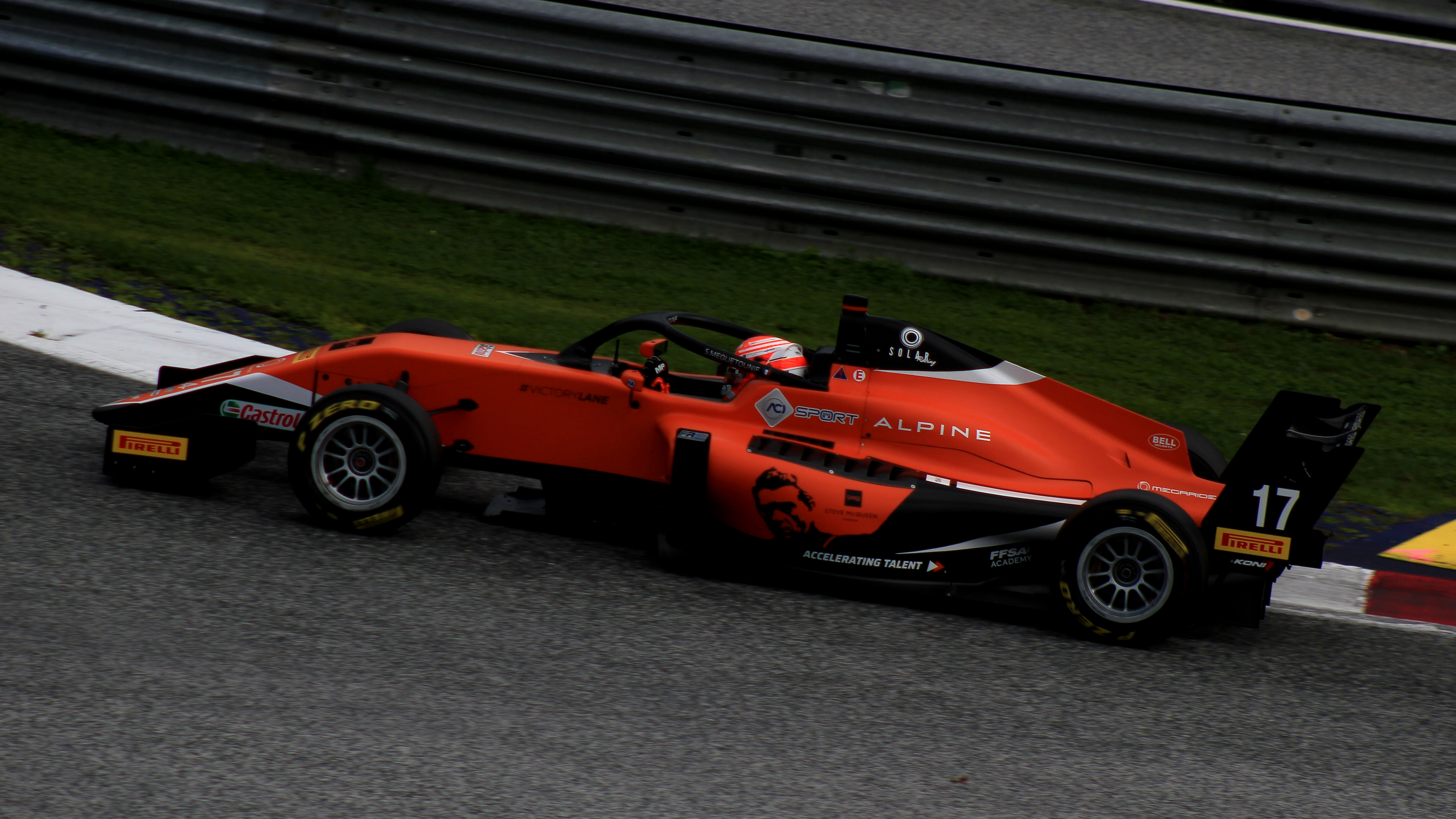
Sami Meguetounif en Formule Régionale en 2022 à Spielberg.

En février 2022, Meguetounif dispute la dernière manche du championnat asiatique avec l'écurie australienne Evans-GP afin de se préparer pour sa saison principale en championnat d'Europe. Il termine treizième pour sa première course. Lors de la deuxième course, il profite d'un multiple accrochage pour terminer septième et inscrire des points. Il termine ensuite vingt-deuxième de la dernière course du week-end. Il se classe vingtième du championnat avec six points.
Il rejoint ensuite l'équipe MP Motorsport pour le championnat 2022, où il a comme coéquipier Michael Belov et Dilano van 't Hoff. Il inscrit ses premiers points dès la première course à Monza avec une neuvième place, mais rate une opportunité de victoire en catégorie rookie pour trois dixièmes face à Sebastián Montoya. Lors de la deuxième manche disputée à Imola, Meguetounif est victime d'un gros accident après avoir été poussé hors piste lors de la première course. Il déclare avoir perdu connaissance après avoir percuté le mur de pneus, mais les examens médicaux montreront que le pilote français ne souffre d'aucune blessures sérieuses. Le lendemain, il prend part à la qualification de la seconde course, mais déclare forfait par précaution.
Plus tard dans la saison, Meguetounif décroche son premier podium dans la discipline en terminant deuxième de la première course disputée à Spa-Francorchamps, puis onzième de la seconde course. En Autriche, il termine de nouveau onzième de la première course, manquant de peu les points deux fois de suite. Il termine seizième du championnat avec 21 points.

#### 2023: premiers podiums

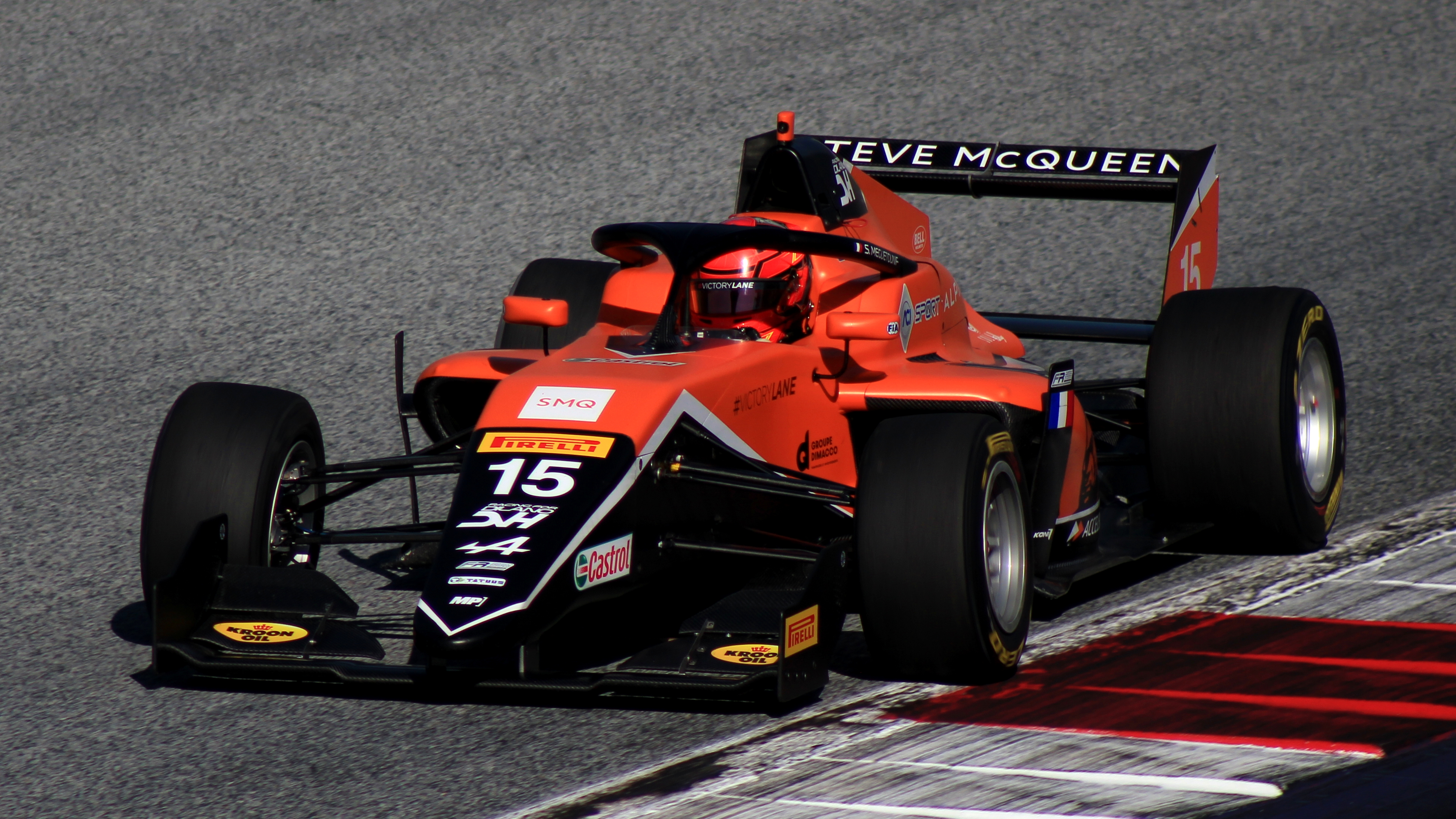
Sami Meguetounif en Formule Régionale en 2023 à Spielberg.

Durant l'hiver 2023, Meguetounif participe au championnat du Moyen-Orient grâce au soutien de MP Motorsport, afin de pouvoir se préparer à fond pour la saison principale. Il décroche sa première victoire lors de la première manche du Koweït puis un deuxième podium lors de la manche d'Abou Dabi. Il se classe dixième du championnat avec 65 points.
Pour la saison 2023, Meguetounif reste chez MP Motorsport et fait cette fois équipe avec Dilano van 't Hoff et Victor Bernier. Il décroche son premier podium de la saison à Barcelone puis enchaîne avec une paire de points lors des deux manches suivantes. L'écurie déclare forfait pour la manche du Mugello en mémoire de Dilano van 't Hoff, décédé dans une collision en chaîne sous une pluie battante lors de la manche précédente à Spa-Francorchamps. Lors du retour de l'écurie pour la manche du Castellet, Meguetounif termine deuxième de la première course puis réitère cette performance lors de la manche suivante au Red Bull Ring, dédiant ses deux podiums à son coéquipier néerlandais,.
Il n'inscrit cependant que trois autres points lors des trois dernières manches, avec une dixième place à Monza puis une neuvième place à Zandvoort. Il se classe neuvième du championnat avec 73 points, six places devant son coéquipier Bernier.

### Formule 3 FIA

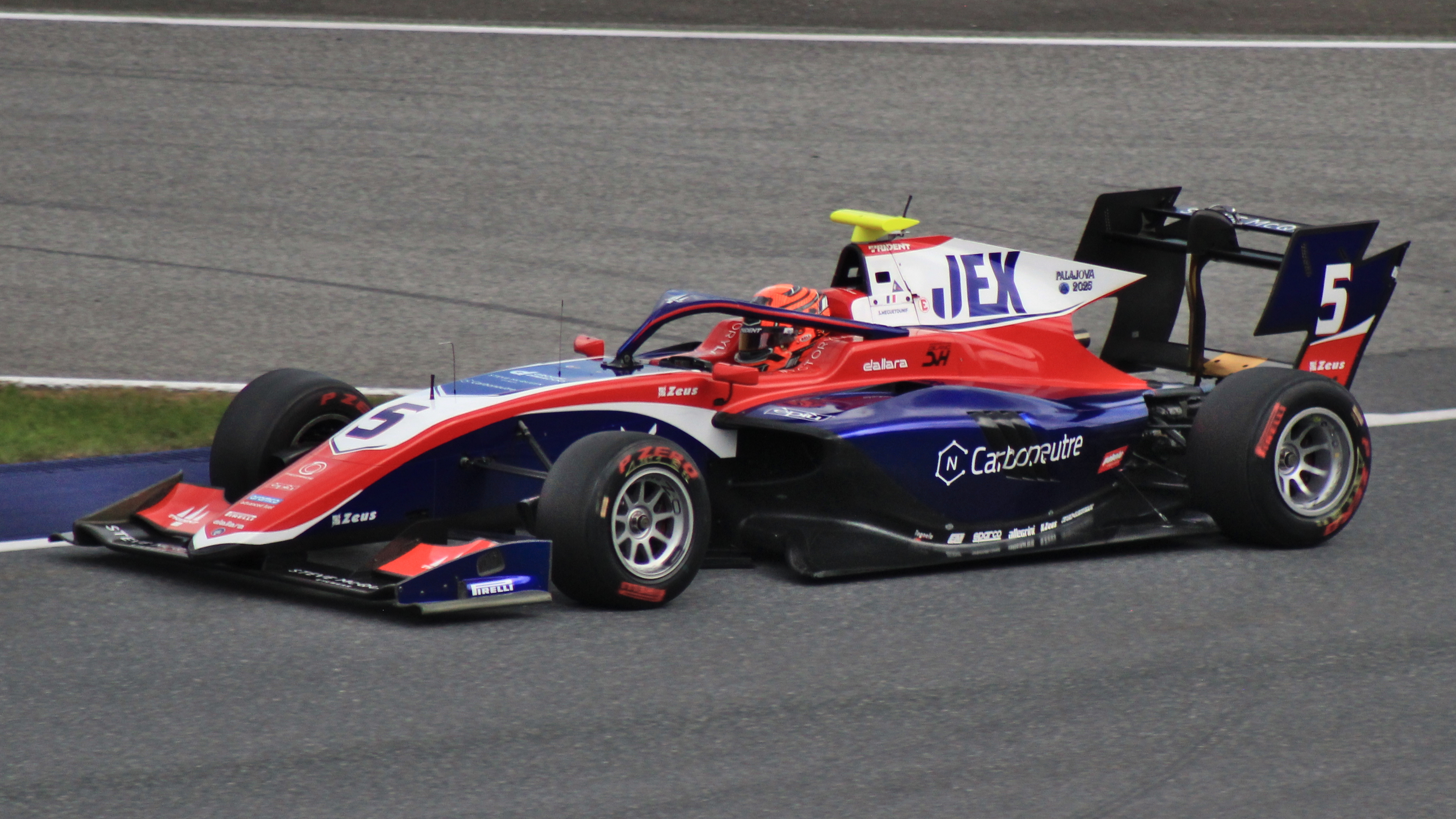
Sami Meguetounif en Formule 3 FIA en 2024 à Spielberg.

Après avoir effectué les tests d'après saison, Meguetounif est officialisé le 14 décembre chez Trident Racing pour le championnat 2024 de Formule 3 FIA, aux côtés de Leonardo Fornaroli. 
Lors de la première course de la saison il termine dixième. Le Lendemain, il termine au pied du podium sur le circuit de Sakhir. En Australie, il ne parvient pas à inscrire de points, finissant 17e et 12e. 
Lors de l'épreuve suivante, sur le circuit d'Imola, il est contraint d'abandonner la course sprint à la suite d'un accrochage avec Dino Beganovic. Le lendemain, Meguetounif obtient sa première victoire dans le championnat devant Oliver Goethe. 
Il s'ensuit une période de quatre courses sans inscrire de points. Le Français rentre de nouveau dans les points avec une dixième place durant la courses sprint du Red Bull Ring. A Silverstone, il termine huitième de la course sprint. En Hongrie, pour la troisième fois consécutive, il inscrit des point en course sprint en terminant dixième, mais ne parvient pas à en marquer lors de la course principale. En Belgique, sur le circuit de Spa-Francorchamps il termine cinquième de la course principale. 
Sur le circuit de Monza, il termine cinquième lors de la course sprint. Le lendemain, Meguetounif gagne la course principale devant Gabriele Minì,. Il termine huitième du championnat avec 84 points.

### Formule 2 FIA

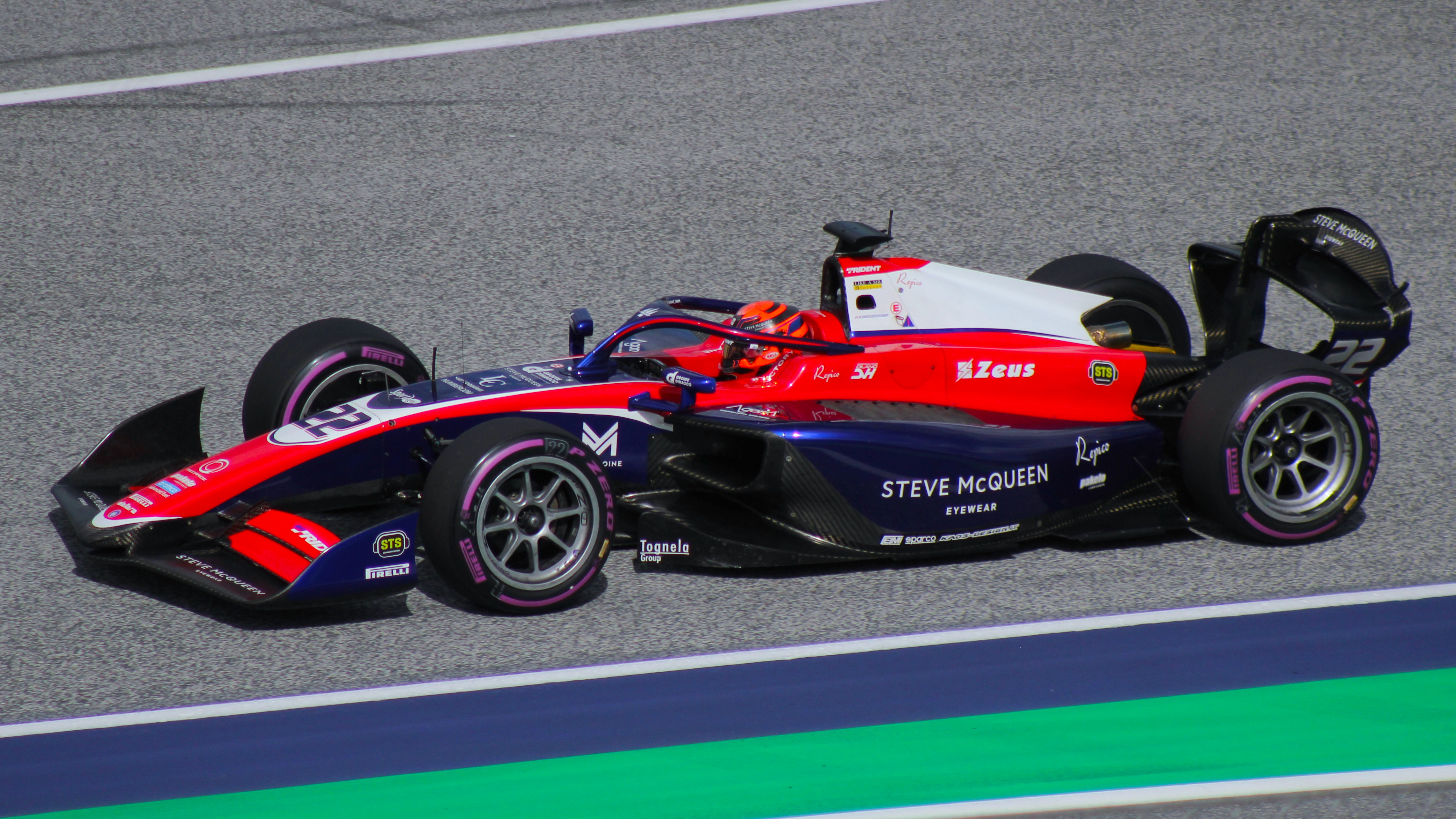
Sami Meguetounif en Formule 2 en 2025 à Spielberg.

Le 9 décembre 2024, Trident confirme la titularisation de Meguetounif pour la saison 2025 de Formule 2. Au cours de la semaine qui suit, il participe aux essais d'après-saison.

## Résultats

### Résultats en karting
| Saison | Catégorie                                        | Équipe                | Classement |
| ------ | ------------------------------------------------ | --------------------- | ---------- |
| 2013   | Championnat Regional PACAC — Mini                |                       | 2e         |
| 2013   | Coupe de France — Mini                           |                       | 10e        |
| 2013   | Challenge Rotax Max France — Mini                |                       | 4e         |
| 2014   | Coupe de France — Mini                           |                       | 26e        |
| 2014   | Challenge Rotax Max France — Mini                |                       | 5e         |
| 2015   | Championnat Regional PACAC — Minime              |                       | 1er        |
| 2015   | National Series Karting — Minime                 |                       | 2e         |
| 2015   | Coupe de France — Minime                         |                       | 11e        |
| 2015   | Challenge Rotax Max France — Minime              |                       | 2e         |
| 2015   | Championnat de France — Minime                   |                       | 6e         |
| 2016   | Championnat de France — Cadet                    |                       | 9e         |
| 2016   | Coupe de France — Cadet                          |                       | 4e         |
| 2016   | National Series Karting — Cadet                  |                       | 8e         |
| 2016   | Challenge Rotax Max France — Cadet               |                       | 8e         |
| 2017   | Coupe de France — OKJ                            |                       | 19e        |
| 2017   | Finale Nationale X30 — X30 Junior                |                       | 1er        |
| 2017   | CIK-FIA Academy Trophy                           | Meguetounif, Pierre   | 5e         |
| 2017   | Championnat de France — Nationale                |                       | 1er        |
| 2017   | Championnat du monde CIK-FIA — OKJ               | Goudant, Cedric       | 30e        |
| 2017   | IAME International Final — X30 Junior            |                       | 32e        |
| 2017   | Rotax Max Challenge Grande Finale — Rotax Junior | Meguetounif, Pierre   | 2e         |
| 2018   | WSK Champions Cup — OKJ                          | Formula K Racing Team | 32e        |
| 2018   | South Garda Winter Cup — OKJ                     | Formula K Racing Team | 2e         |
| 2018   | WSK Super Master Series — OKJ                    | Formula K Racing Team | 16e        |
| 2018   | WSK Open Cup — OKJ                               | Formula K Racing Team | 13e        |
| 2018   | Championnat de France — Nationale                |                       | 1er        |
| 2018   | Championnat d'Europe CIK-FIA — OKJ               | Formula K Racing Team | 36e        |
| 2018   | CIK-FIA Academy Trophy                           | Meguetounif, Pierre   | 4e         |
| 2018   | Championnat du monde CIK-FIA — OKJ               | Team Oakes            | 27e        |
| 2018   | WSK Final Cup — OK                               | Team Oakes            | 15e        |
| 2019   | South Garda Winter Cup — OK                      | Tony Kart Racing Team | 12e        |
| 2019   | WSK Super Master Series — OK                     | Tony Kart Racing Team | 16e        |
| 2019   | WSK Euro Series — OK                             | Tony Kart Racing Team | 28e        |
| 2019   | Championnat de France — OK                       |                       | 3e         |
| 2019   | Championnat d'Europe CIK-FIA — OK                | VDK Racing            | 33e        |
| 2019   | Championnat du monde CIK-FIA — OK                | VDK Racing            | 14e        |

### Résultats en formules de promotion
| Saison | Championnat                                | Écurie                                | Courses | Victoires | Pole positions | Meilleurs tours | Podiums | Points inscrits | Classement |
| ------ | ------------------------------------------ | ------------------------------------- | ------- | --------- | -------------- | --------------- | ------- | --------------- | ---------- |
| 2019   | Championnat d'Asie du Sud-Est de Formule 4 | Meritus GP                            | 4       | 0         | 0              | 1               | 3       | 57†             | n.c        |
| 2019   | Championnat de France de Formule 4         | FFSA Academy                          | 3       | 0         | 0              | 0               | 0       | 0†              | n.c        |
| 2020   | Championnat de France de Formule 4         | FFSA Academy                          | 21      | 1         | 2              | 1               | 8       | 183             | 4e         |
| 2021   | Championnat d'Allemagne de Formule 4       | R-ace GP                              | 18      | 0         | 0              | 0               | 0       | 61              | 11e        |
| 2021   | Championnat d'Italie de Formule 4          | R-ace GP                              | 6       | 0         | 0              | 0               | 0       | 22              | 19e        |
| 2021   | Formule Régionale Europe                   | R-ace GP                              | 4       | 0         | 0              | 0               | 0       | 0†              | n.c        |
| 2022   | Formule Régionale Asie                     | Evans GP                              | 3       | 0         | 0              | 0               | 0       | 6               | 20e        |
| 2022   | Formule Régionale Europe                   | MP Motorsport                         | 19      | 0         | 0              | 0               | 1       | 21              | 16e        |
| 2023   | Formule Régionale Moyen-Orient             | Hyderabad Blackbirds by MP Motorsport | 15      | 1         | 2              | 0               | 2       | 65              | 10e        |
| 2023   | Formule Régionale Europe                   | MP Motorsport                         | 18      | 0         | 0              | 2               | 3       | 73              | 9e         |
| 2024   | Formule 3 FIA                              | Trident                               | 20      | 2         | 0              | 1               | 2       | 84              | 8e         |
| 2025   | Formule 2                                  | Trident                               | 19      | 0         | 0              | 0               | 0       | 2               | 19e        |

† Meguetounif étant un pilote invité, il était inéligible aux points.